# Fumana laevipes
Fumana laevipes är en solvändeväxtart. Fumana laevipes ingår i släktet barrsolvändor, och familjen solvändeväxter.

## Underarter
Arten delas in i följande underarter:
- F. l. juniperina
- F. l. laevipes